# Берёзово (Архангельская область)
Берёзово — деревня в Вельском районе Архангельской области. Входит в состав Муниципального образования «Усть-Шоношское».

## География
Деревня расположена в южной части Архангельской области, в таёжной зоне, в пределах северной части Русской равнины, в 56 километрах на северо-запад от города Вельска, на левом берегу реки Шоноша притока Вели. Ближайшие населённые пункты: на севере нежилая деревня Шабаново, на западе, на противоположенной стороне реки, деревня Лодейное.
Часовой пояс
Берёзово, как и вся Архангельская область, находится в часовой зоне МСК (московское время). Смещение применяемого времени относительно UTC составляет +3:00.

## Население
| 2002 | 2010 | 2012 | 2014 |
| ---- | ---- | ---- | ---- |
| 26   | ↘18  | ↗19  | →19  |

## История
Указана в «Списке населённых мест по сведениям 1859 года» в составе Вельского уезда(1-го стана) Вологодской губернии под номером «2263» как «Берёзовое». Насчитывала 14 дворов, 60 жителей мужского пола и 59 женского. Также указано, что в деревне имеется одна православная церковь, вероятно, ошибочно, так как церковь находится в деревне Лодейное..
В материалах оценочно-статистического исследования земель Вельского уезда упомянуто, что в 1900 году в административном отношении деревня входила в состав Шабановского сельского общества Есютинской волости. На момент переписи в селении Березовая(Гора березовая) находилось 28 хозяйств, в которых проживало 90 жителей мужского пола и 80 женского.